# Сатхе, Аннабхау

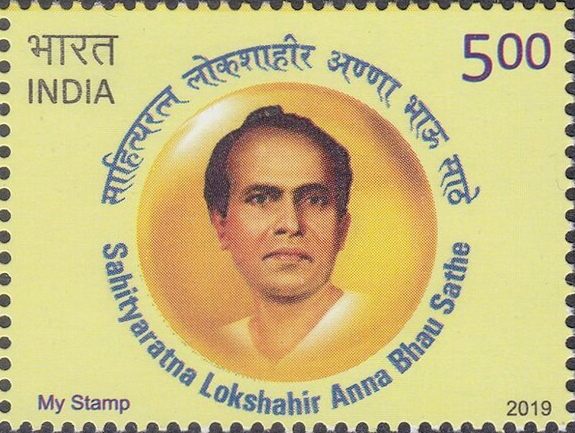
Аннабхау Сатхе на почтовой марке Индии 2019 г.

Аннабхау Сатхе (маратхи अण्णा भाऊ साठे, англ. Anna Bhau Sathe; 1 августа 1920, Ватегаон, Британская Индия — 18 июля 1969, Бомбей) — индийский политик, социальный реформатор, общественной деятель, философ, народный поэт и писатель

. Считается основателем литературы неприкасаемых.

## Биография
Родился в касте неприкасаемых рамоши. В молодости увлёкся марксистскими идеями, стал коммунистическим активистом. Позже последователь лидера «неприкасаемых» Бхимрао Рамджи Амбедкара.
Образования не получил никакого, полтора года посещал деревенскую школу. Трудился с ранних лет, много времени уделял самообразованию.
Всю свою сознательную жизнь вёл активную социальную деятельность.
Писатель способствовал популяризации российской и советской культуры в Индии. Был большим другом России. В годы Великой Отечественной войны, когда СССР подвергся агрессии Нацистской Германии и её союзников, Аннабхау Сатхе силой своего поэтического таланта поддерживал борьбу советской страны.

## Творчество
Один из основоположников пролетарской литературы в Махараштре. Один из наиболее известных писателей и поэтов XX века в Индии, основоположник современной литературы на языке маратхи.
Писать начал в 17-летнем возрасте.

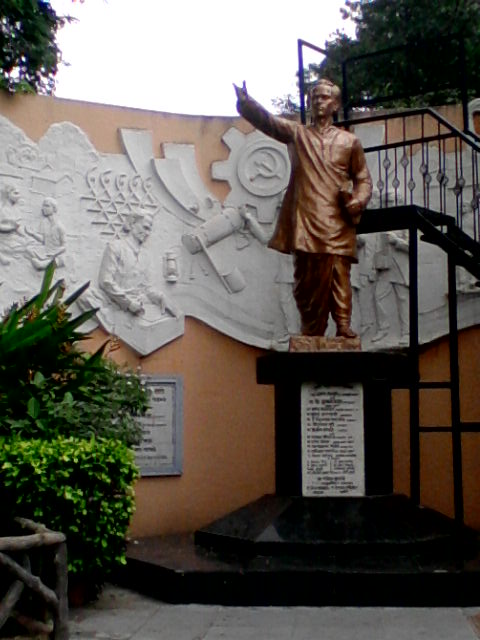
Статуя Аннабхау Сатхе в Махараштре

Первое произведение — стихотворение о борьбе интернациональных бригад против фашизма во время Гражданской войны в Испании «Испанская баллада». Автор многих поэм, песен, баллад, коротких сатирических пьес: «Поэма о Сталинграде», «Берлин», «Под городом Нанкином», «Бомбейский рабочий», «Высоко держи знамя».
Его поэтическая деятельность была тесно связана с передвижной театрально-концертной труппой бомбейского профсоюза «Красный флаг» (а также других структур, связанных с Коммунистической партией Индии, в том числе Индийской народной театральной ассоциации). А. Сатхе был не только автором, но и исполнителем своих героических баллад.
Широкую известность принесли ему прозаические произведения. В 1949 году были опубликованы первые короткие новеллы Сатхе. Его рассказы вошли в сборники: «Сумасшедшая деревня» и «Барбади-веревочник».
В 1960 году был напечатан его известный роман «Факира», который в 1961 г. был удостоен премии штата при оценке литературных произведений за год.
На его прозаическое творчество большое влияние оказали произведения М. Горького. Кроме того, его перу принадлежит историческая повесть «В долине Вараны» (1950), посвящённая крестьянскому движению 1940-х гг. и роман «Читра» (1951), рассказывающий о женской проблематике.
В 1958 году снялся в эпизодической роли в фильме «Хождение за три моря».